# Historia de la educación en México
Se refiere a los diferentes procesos educativos insertos a lo largo de la historia de México, los cuales dependieron de las necesidades de la sociedad, de las personas, de la tecnología de las mismas, un factor que influye en el avanzar y progreso de las personas y por ende las SOCIEDADES, enriqueciendo la cultura,el espíritu. Las cuáles se encuentran acorde del contexto de cada época.

## Educación prehispánica

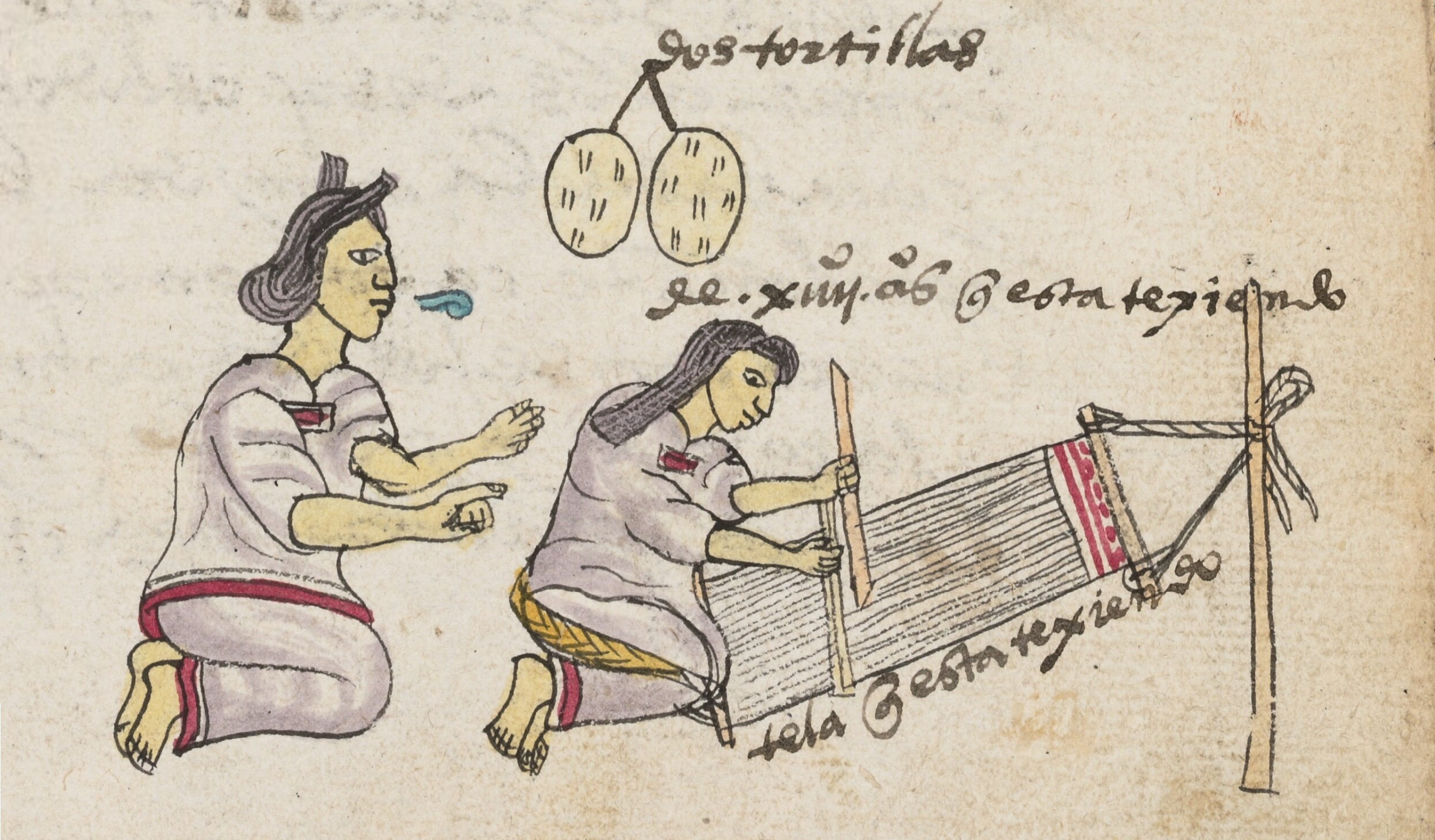
Madre enseñando a su hija con telar

En las sociedades prehispánicas, como en todas las sociedades, antes de ingresar a las instituciones educativas, se llevaba a cabo una educación doméstica. De esta forma en la sociedad mexica, después de una lactancia de cuatro años, la educación de los niños se le atribuía a los padres y la de las niñas a las madres. Los varones se encargaban de ayudar a sus padres en cargar, recolectar de granos de maíz y frijol en el campo y el aprendiza de técnicas útiles para la vida, como pesca, caza y conducción de canoa, así como otros oficios. Las madres se ocupaban de enseñar a las niñas aprendiesen a hilar, tejer, labrar, moler granos y barrer la casa. 
La educación doméstica no estaba limitada a los aspectos prácticos de la vida humana, ya que se tomaba mucho cuidado en la educación moral, ésto se puede observar en el género literario oral que se conoce como "huehuetlatolli" o "pláticas de los viejos". En dichos relatos se observan los conceptos que tenían los mexicas sobre el hombre, la vida humana, el destino del hombre y las virtudes humanas que apreciaban para que todos los hombres y mujeres forjaran para sí. 
Los pueblos mesoamericanos eran conscientes de que toda la población debía recibir un mínimo de instrucción, por lo que había escuelas para las clases altas de la sociedad y escuelas para los sectores populares, En las que a su vez, se hacía diferencia entre la educación de los hombres y de las mujeres. La principal referencia para estudiar la educación del México prehispánico es la educación del pueblo mexica.
Los antecedentes prehispánicos de las escuelas eran el calmecac y el telpochcalli, que fungían como los principales recintos de educación del pueblo mexica; cabe señalar que esta educación no era exclusiva de esta comunidad, ya que se sabe que el modelo era compartido por diferentes pueblos mesoamericanos.

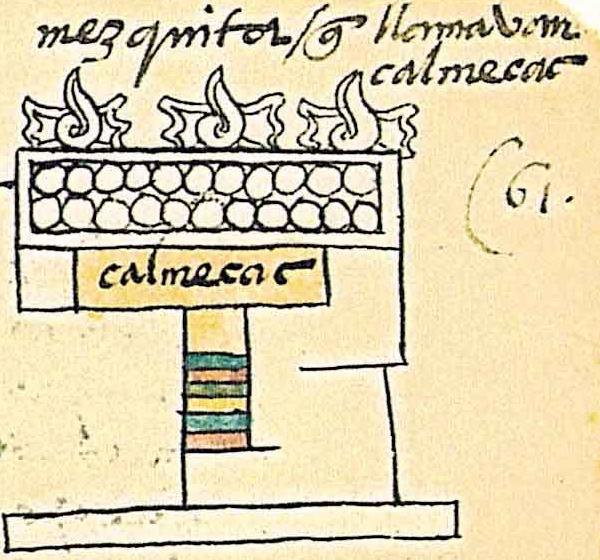
Glifo náhuatl que representa un calmecac (códice Mendoza, recto del folio 61).

La escuela para la nobleza era el calmecac, al que asistían los hijos de gobernantes, sacerdotes y guerreros; se encontraba dedicado  al dios Quetzalcóatl. En este lugar se les enseñaba, entre otras cosas, historia y astronomía, la medición del tiempo, música y filosofía, religión, hábitos de limpieza, cuestiones de economía y gobierno pero, sobre todo, disciplina y valores morales, ya que los principales rubros a cubrir por parte de estas sociedades incluían el aspecto militar, religioso, pues se trataba del sector social encargado de gobernar. A estas escuelas asistían los hijos de los sacerdotes, guerreros, jueces, senadores, maestros y gobernantes. La vida en el calmécac tenía dos aspectos, el disciplinario y el educativo. En el primero se pueden distinguir dos tipos distintos: el adiestramiento físico y la disciplina de carácter religioso. En el segundo aspecto, el educativo; su finalidad estaba en formar personas hábiles y competentes que se desempeñarían en altos cargos de responsabilidad  en el gobierno, la milicia o el sacerdocio. 

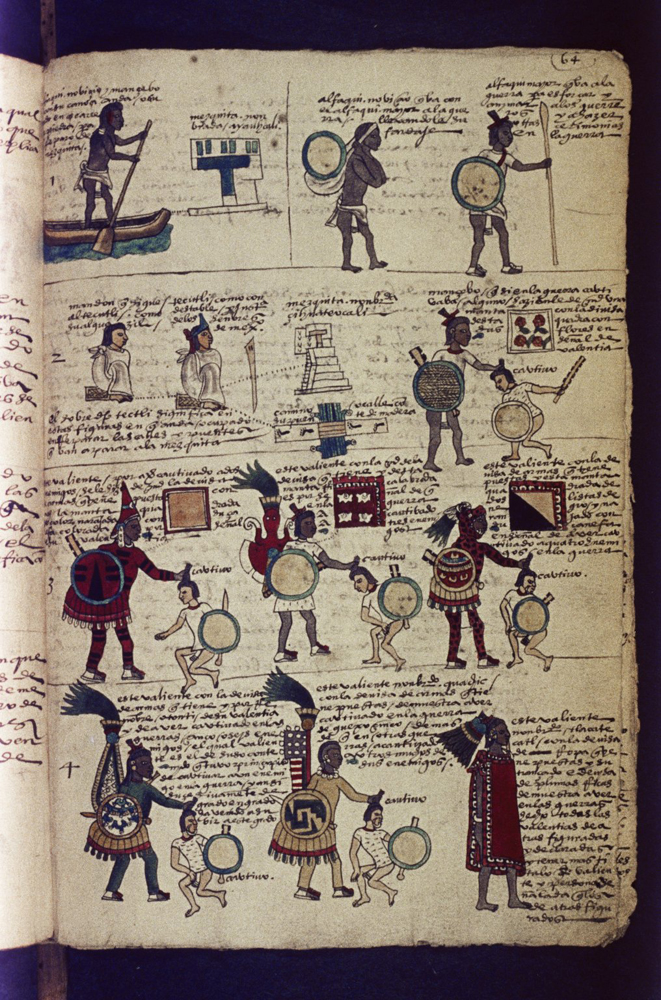
Entrenamiento en Calmécac

Para el pueblo, existía una escuela llamada telpochcalli. Se encontraba una escuela de este tipo en cada barrio o calpulli. Era una institución bajo la protección del dios Tezcatlipoca.  Allí se les enseñaba a los macehualtzin a servir a su comunidad y a la nobleza, pero principalmente se les enseñaban distintas habilidades para la guerra. La finalidad del telpochcalli consisitia en formar hombres valientes y buenos soldados, para lo cual era fundamental el fortalecimiento físico y el fomento de la obediencia. 
Las mujeres del México prehispánico eran educadas en casa por sus madres en las labores del hogar y valores morales. Sin embargo, había una escuela llamada ichpochcalli para quienes aspiraban a convertirse en sacerdotisas, y únicamente podían tener acceso a ella las mujeres de la nobleza. También había escuelas especiales llamadas cuicacalli, donde se les enseñaba a cantar, entre otras actividades, siempre con un fin religioso, aunque esta última no era exclusivamente para las mujeres.
El Cuicacalli, que significa "casa de cantos" era un conjunto de habitaciones con un patio en el centro, en el cual se reunían los jóvenes para ensayar el canto y el baile. Las activiades dentro de este centro educativo no eran recreativas, sino parte del programa de educación del Estado con sentido político-religioso. Por ello, al ser una actividad obligatoria para los jóvenes del telpochcalli al terminar su jornada;  faltar a ella implicaba sanciones para ellos.

## Educación en el Virreinato
En mayo de 1493, el pontífice Alejandro VI señaló la manera en la cual España y Portugal debían educar y cristianizar a los pueblos de los territorios descubiertos.
Os requerimos [que] queris y debáis con ánimo pronto y celo de verdadera fé, inducir los pueblos que vivan en tales islas y tierras a que reciban la religión cristiana.
Luego concedió los territorios a cien leguas hacia el occidente de las Azores y el Cabo Verde, al mismo tiempo que les mandó:
... en virtud de santa obediencia… procuráis enviar a dichas tierras firmes e islas, hombres buenos, temerosos de Dios, doctos, sabios y expertos, para que instruyan a los susodichos naturales y moradores en la fe católica y les enseñen buenas costumbres.
La concesión que obligó a España a evangelizar a los naturales del Nuevo Mundo fue conocida como los justos títulos. La enseñanza a los nativos de la religión y de buenas costumbres era la condición que justificaba la concesión a la monarquía española de los territorios occidentales. Así, la educación indígena estaba ligada al derecho de España de dominar las nuevas tierras, porque debido a esta tarea evangelizadora ostentaban los justos títulos a las posesiones americanas.

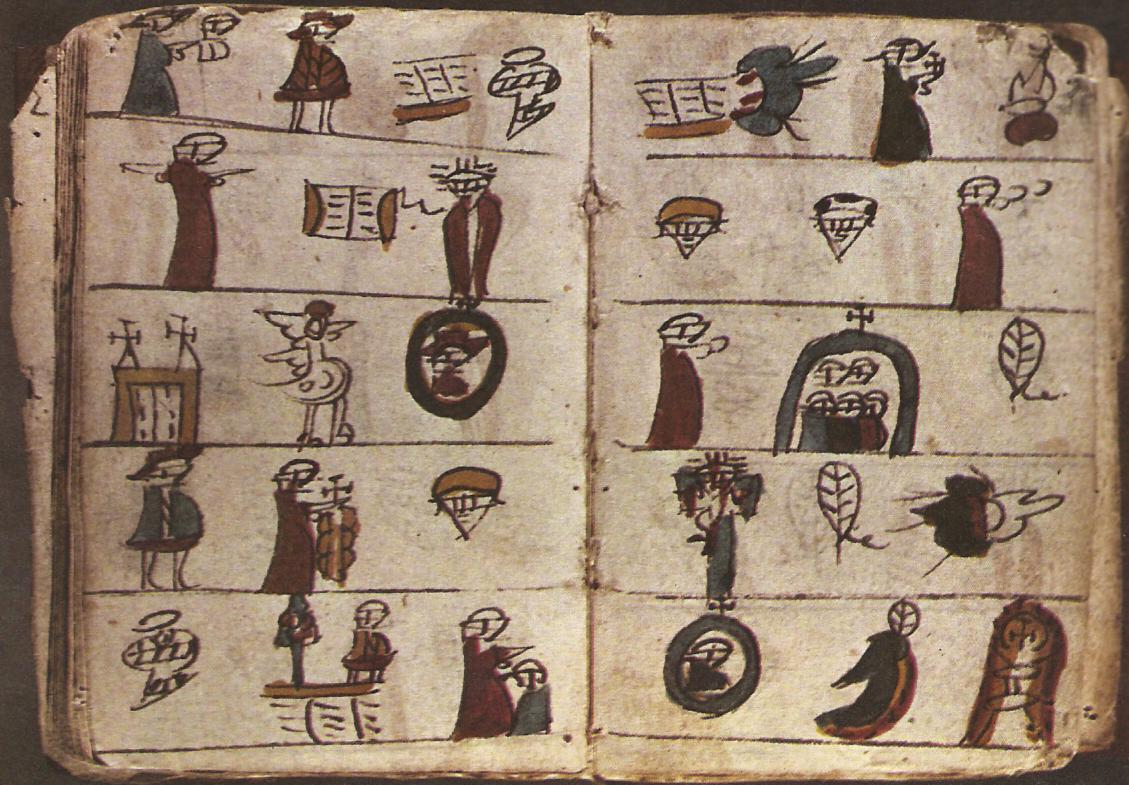
Catecismo para los indígenas.

De esta manera, la Corona asignó dinero y hombres a la educación de los indígenas durante la época colonial. Fue la iglesia católica la responsable de la educación de los naturales, los frailes, los franciscanos, dominicos y agustinos, dirigían las parroquias de los indios, llamadas doctrinas, y se encargaban de la evangelización y de la enseñanza. Sostenidos principalmente por el gobierno español, las órdenes religiosas utilizaron métodos que ya conocían y los adaptaron para transmitir los conocimientos religiosos— pinturas, catecismos con dibujos en vez de palabras, danza, teatro y música (métodos audiovisuales), además de enseñar las artes, oficios y fundar colegios de internados para indígenas durante el siglo XVI: los franciscanos en Tlatelolco, los jesuitas en Pátzcuaro, Tepotzotlán y el colegio de San Gregorio en la Ciudad de México.
Los franciscanos fueron los primeros frailes en arribar a la Nueva España entre los años de 1523 y 1536. Su preocupación principal fue la de evangelizar a los nativos de estos nuevos territorios, por lo que su primera acción fue la de aprender la lengua de los naturales.
En 1585, el III Concilio Mexicano legisló sobre dos puntos relacionados con la educación indígena. Prohibió la ordenación de los indios como sacerdotes y mandó que los párrocos usaran la lengua indígena de cada región para la evangelización. A pesar de la prohibición para las órdenes sacras, algunos indígenas asistieron a la Universidad de México para estudiar filosofía, gramática latina, derecho y medicina, ya que esa institución, fundada en 1551, estaba reservada para alumnos españoles y para indígenas como vasallos del rey.
Las cédulas reales posteriores al siglo XVII reiteraron el doble mandato: la colocación en las doctrinas de sacerdotes que supieran las lenguas indígenas y el fomento de la enseñanza del castellano a los indios. Durante el reinado del último rey de los Habsburgos, Carlos II, El Hechizado, se expidieron una serie de cédulas reales, relacionadas con la queja del arzobispo de Lima de que había sido tan conservada en esos naturales su lengua india como si estuvieran en el Imperio del Inca. Por primera vez se hablaba de escuela, y no sólo de maestros, para la enseñanza del castellano. También se inició en la legislación el mandato de enseñar a leer y escribir a los indios, aunque la alfabetización de los naturales se inició desde el siglo XVI.
En 1693 el rey encargó el fomento de las escuelas y autoridades civiles locales (los alcaldes mayores) porque ellos eran los supervisores de las cajas de comunidad de los pueblos de indios, de donde se pagaba a los profesores. Estas cédulas se dirigían principalmente a los obispos de México, Puebla, Oaxaca, Michoacán y Guadalajara quienes respondieron que habían empezado a llevar a cabo la fundación de escuelas. Los tres colegios internos para indígenas se situaron en: Parras, Coahuila, en 1622; en San Luis de la Paz en 1640, añadido la escuela establecida en 1594; y el Colegio de San Javier, Puebla, en 1751. Probablemente estos colegios sirvieron para la preparación de los alumnos nativos para ocupar puestos eclesiásticos, políticos y civiles, además de los seminarios diocesanos, fundados al final del XVII, que tenían becas para los seminaristas indios.

### Educación femenina en el Virreinato
Para poder entender el desarrollo de la educación de la mujer en la Nueva España debe de considerarse la sociedad de la época, la cual es muy diferente entre sí; por un lado los indígenas y por otra los españoles, además de las diferentes castas que convivieron durante este periodo y cuyo estatus legal cambió en distintas ocasiones.
Los españoles trajeron consigo una idea de educación cristiana medieval, por lo que los modelos para las mujeres respondieron a los cánones europeos que siguieron vigentes durante varios siglos. Es por ello que la finalidad de la educación estaba ligada al ideal religioso de la época, la virtud, y para ello se necesitaba de una cultura. La educación que se plantea también tiene el objetivo de que la mujer cumpla con el papel que la sociedad exigía, esto era que aprendiera los valores cristianos y los transmitiera a su sociedad, además de ser figuras de integración familiar, social y monástica.
Según algunos autores, la educación de la mujer durante esta época, y más con las mujeres naturales del "Nuevo Mundo", inició hasta la llegada de fray Juan de Zumárraga, quien envió traer a las primeras monjas a la Nueva España y que se ocuparon de la educación en los conventos, y la fundación de Escuela de San Francisco fundada en Texcoco.
También se implantaron manuales con el fin de instruir a la mujer, Estos eran de uso privado y su uso se extendió durante varios siglos.
Para comprender la educación femenina en esta época, Josefina Muriel propuso dividir la educación femenina en tres etapas:
Catecismo
Se enseñan los valores del cristianismo para explicar la existencia del hombre y su relación con Dios. Para poder lograr esto se necesitaba de la alfabetización, y en el caso de la Nueva España, se presta especial atención a las indígenas. Esta alfabetización era muy básica, pues solo se buscaba que comprendieran los preceptos cristianos que solicitaba la evangelización. A esta educación podían acceder las mujeres de todos los sectores de la población. Sin embargo, en el siglo XVIII las escuelas cambiarían, y la labor de alfabetización se incrementaría, no solo aprender el castellano sería prioridad, sino también el leer y escribir. Una de las ventajas que se aprecian en el México Novohispano es que la mujer indígena para esta época ya tenía acceso a una educación básica y de laya laica, el dogma religioso solo es la visión de la cual muchas organizaciones religiosas no pudieron deshacerse, lo cual las lleva a la decadencia en el siglo XVIII. La mujer así finalmente tuvo una participación activa en la educación básica.
Cultura Media
Antes de iniciar, es necesario explicar a qué se refiere el término cultura media. Según Josefina Muriel, se trata de la enseñanza de la lectura y la escritura para que pudieran realizar esas actividades con mayor agilidad, agregando las cuatro reglas de aritmética y oficios mujeriles. También se fomentan las virtudes humanas para la vida en sociedad. Esta educación se realizaba en escuelas llamadas "amigas", colegios conventos y beaterios. No había planes de estudio, sino que se les enseñaba lo que la preceptora sabía, ya que en un principio las instituciones encargadas de que las niñas recibieran una educación fueron los conventos o monasterios las cuales eran recibidas en una edad entre los 6 y 12 años. Está enfocada en mujeres con recursos económicos suficientes para poder pagar esta educación, además de que fuera población concentrada en lugares con cierta importancia, ya que en estos lugares es donde se fundan las instituciones anteriormente mencionadas.
Por su parte, Graciela Hierro matiza el término, en el cual se debe incluir en la cultura media la enseñanza por parte de maestros contratados, siendo la cultura letrada una educación autodidacta.
Cultura letrada

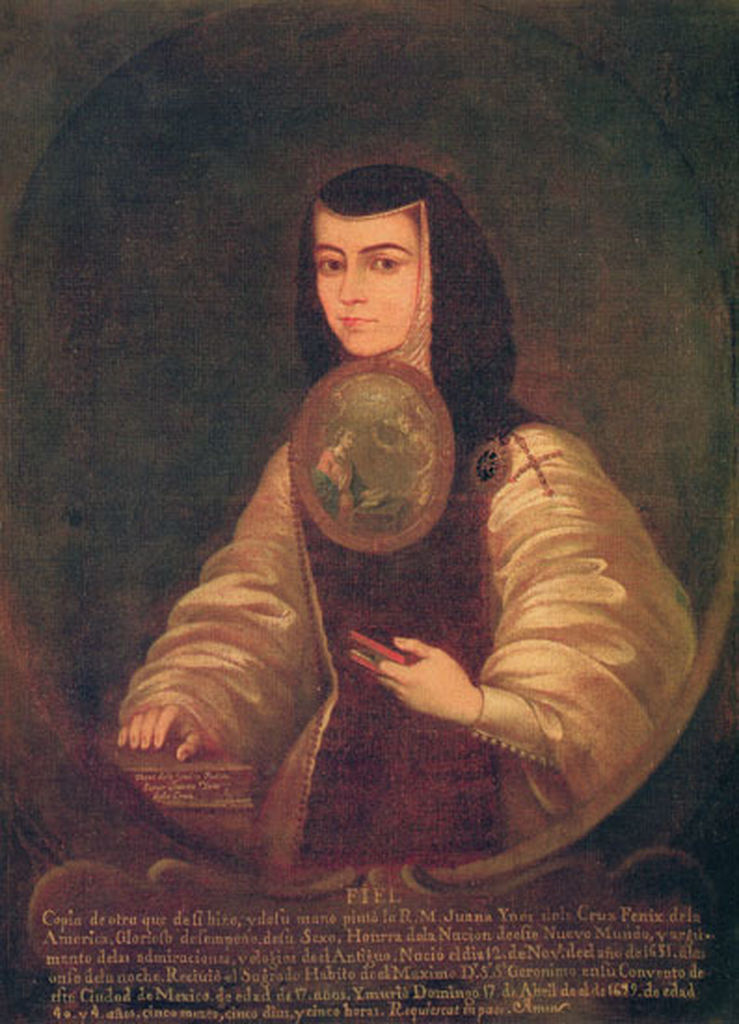
Sor Juana Inés de la Cruz es un ejemplo de la mujer letrada.

Los estudios que se realizaban estaban dirigidos por los intereses de aquellas mujeres que continuaban con su educación, siempre con el permiso del padre. Los principales estudios que realizaban eran gramática, latín, griego, música y pintura, estos eran impartidos por maestros contratados por la familia, o bien por los conventos para que se enseñara a una monja en particular. Tenían la labor de enseñarles los fundamentos de la disciplina que estudiaban para que ellas continuaran de manera autodidacta por medio de la lectura y la práctica. Estos maestros eran bachilleres o licenciados.
Solo un reducido número de mujeres podía acceder a esta educación, siempre y cuando tuvieran los medios económicos para solventar su educación. Es por ello que se pueden encontrar en esta etapa a españolas, criollas y mujeres de la nobleza indígena, las cuales representaban la élite de su época. La gran mayoría vive en ciudades lo permite un fácil acceso a maestros, adquisición de libros y estar en contacto con movimientos culturales.
Sin embargo, a pesar del elitismo general de esta época respecto a la educación, hubo intentos de permitir una rica educación a la mujer en la Nueva España, si bien no se pudieron masificar fue debido a las limitaciones económicas, pero ejemplo de esta intención es el caso del Convento del pilar de la enseñanza un convento para mujeres de clases bajas y medias, donde se les enseñaría la riqueza de la educación novohispana.

### Creación de La Real y Pontificia Universidad de México
La primera cédula de creación de La Real y Pontificia Universidad de México fue firmada en 1547, conforme a las constituciones de la Universidad de Salamanca; el virrey Antonio de Mendoza crea la segunda y definitiva, la cual se dio a conocer en 1551. El siglo XVI se convirtió para la educación superior de la colonia, en un periodo de actividad fecunda al cubrir la demanda de personal capacitado para labores administrativas de organización y control, emanadas de las actividades eclesiásticas y del virreinato mismo. 
En 1573 se fundaron los primeros colegios Universitarios, con el propósito de cumplir este objetivo funcional; dividiéndose estos en tres tipos de Instituciones de acuerdo a las finalidades propias de la Enseñanza: El Colegio de Comendadores Juristas de San Ramón Nonato, responsable de la formación de los futuros funcionarios aptos para ayudar a gobernar. En los seminarios se formaron criollos que se distinguirán después como profesores y clérigos. Otro de los colegios fue el Colegio Mayor de Santa María de Todos los Santos.

### SigloXVII
El siglo XVII es una etapa en la que la educación da un giro radical en el Virreinato de la Nueva España. A fines de este siglo las órdenes mendicantes (órdenes que predominaban en este campo) reciben una orden directa del Rey de España Felipe IV, en esa orden se les indicaba lo siguiente: "Los obispos de la Nueva España deben fundar escuelas para enseñar a los indígenas. Esta enseñanza debe de no sólo ser la lengua castellana y la doctrina cristiana sino también la enseñanza de leer y escribir.
Esta educación indígena no nace en este siglo, en el siglo XVI las bases legales de una educación pública indígena ya estaban. Sin embargo es gracias a la intensificación de la actividad de las órdenes mendicantes que la educación pasa a ser un proyecto masivo. Es en este siglo cuando se introducen las primeras escuelas de educación básica, estas escuelas serían llamadas "Escuelas de primeras letras".
De igual manera debe de entenderse que las órdenes religiosas para este siglo ya no tenían la función de evangelizar a los indígenas, con esto muchas órdenes perdieron su presencia y se sostenían por la educación privada que se daba en los conventos. Los conventos eran un modelo de educación elitista que solo estaba al alcance de los nobles novohispanos, pero gracias a los jesuitas esta labor se vuelve abierta a la comunidad. Los jesuitas y su misión de servir a la educación los hacen posicionarse como los más fuertes en el campo de la educación pública. Las escuelas de primeras letras así estarían en mayor dominio de los jesuitas. Es en este siglo donde las órdenes tuvieron que adaptarse a las nuevas necesidades de la sociedad Novohispana.
Entonces los jesuitas se volverían una autoridad mucho más querida por todos los Novohispanos. La labor de educación jesuita en este siglo era la más rica y la más codiciada por todos. Aquel que hubiera estudiado con los jesuitas tendría las de ser un hombre ilustre.

### SigloXVIII
Para el siglo XVIII la educación Novohispana se había mantenido casi con el mismo modelo, los jesuitas controlaban este campo, sin embargo la imposición dogmática de su educación lentamente los haría entrar en decadencia y perder terreno. Para muchos historiadores se cree que el apogeo de la Nueva España empezó en la segunda mitad del siglo XVIII, una edad de oro en todos los aspectos, incluida la educación. La educación en esta segunda mitad del siglo ya era muy competida, pues no solamente se encargaban los jesuitas, en lugar de eso muchas organizaciones filantrópicas comenzaron a crear sus colegios de primeras letras. y es en esta época cuando estas organizaciones reciben apoyo de los cabildos y ayuntamientos de las capitales novohispanas. Finalmente los jesuitas comenzaban a perder terreno gracias a que la educación ya se había ordenado como "pública" y con la llegada de la ilustración europea esta misión educativa sería laica para todos los habitantes de la ciudad.
Los cabildos se encargarían de financiar las escuelas. Las escuelas en las poblaciones indígenas debían tener profesores laicos y ser financiadas por sus arcas comunales. El proyecto educativo público ya era más grande para esta época.
Las autoridades se preocupaban por la formación moral de la juventud: transmitir una moral necesaria no sólo para la salvación de sus almas sino para el orden y la paz de la sociedad.
La influencia ilustrada se manifestaba en un mayor interés por promover hábitos de la industria y habilidades técnicas entre los educandos. No sólo se esperaba producir un hombre religioso y moral sino un trabajador ordenado y capaz. De esa manera se recomendaba enseñar a los niños de las escuelas pías, lectura, escritura y aritmética. sin embargo ya todo debía de ser sin imposiciones dogmáticas, en lugar de eso se buscaba una tolerancia de cultos dentro de las escuelas.
Con las cortes españolas ciertas ideas “tradicionales-ilustradas” que el Estado había sostenido fueron reiteradas, y algunas otras que derivaban del pensamiento liberal, fueron introducidas o expresadas con mayor fuerza. La enseñanza religiosa y moral seguía en un lugar central, pero se añadieron otros conceptos. Las Cortes siguieron haciendo hincapié en la instrucción técnica, e introdujeron la educación civil para formar buenos ciudadanos, conscientes de sus derechos y obligaciones. De esta forma se incluyeron en las asignaturas obligatorias de las "escuelas públicas o de primeras letras" la enseñanza civil, y se recomendó incluir el dibujo en el plan de estudios como preparación para carreras técnicas.
Al terminar las primeras letras, alrededor de los once años, los niños acomodados y algunos pobres becados entraban a los colegios mayores o al seminario para estudiar la gramática latina por dos años y después el curso de humanidades y filosofía que les garantizaba el título de bachiller. Luego podían estudiar carrera de leyes, medicina, ingeniería, filosofía o teología a nivel de estudios mayores en los colegios para obtener la licenciatura.
En la cuestión universitaria esta educación cambiaba y apuntalaba a los jesuitas nuevamente, sin embargo a pesar de los numerosos intentos de renovación educativa nunca se pudo tener un modelo completamente ilustrado. Los miembros anticuados de la educación jesuita se aferraron al modelo aristotélico y negaron el modelo ilustrado por considerarlo "radical". Los intentos y cuestionamientos se presentaron, buscaron pasar del dogma a la duda. Sin embargo por la negativa de los educadores y la imposición de las reformas Borbónicas en 1767 el proyecto educativo jesuita se ve interrumpido bruscamente. Sin embargo hay que entender que para este entonces quienes predominaron en el campo ya no eran los jesuitas, en lugar de eso eran los cabildos.

## SigloXIX
Al inicio de la vida independiente en el país, la educación fue una de las primeras preocupaciones. Durante el Primer Imperio mexicano de Agustín de Iturbide, a falta de fondos para realizar un proyecto educativo, se deja en manos de la Compañía Lancasteriana para que esta se encargue de fundar escuelas elementales y normales.
Las compañías Lancasterianas en México habrían de emprender un modelo educativo bastante adecuado a la situación precaria de México, pues las escuelas de este tipo sostenían un modelo bastante popular entre los educadores. Este modelo Lancasteriano consistía la labor estudiantil, los más avanzados en el estudio habrían de enseñar a sus compañeros menos dotados, este modelo permitía una expansión más rápida de la educación, las labores educativas de las escuelas Lancasterianas predominaron en las capitales Mexicanas hasta mediados del siglo XIX
El Instituto de Ciencias y Artes se fundó en Oaxaca en 1826, como resultado de las normas educativas fijadas en la constitución. En la época de Gómez Farias se pone en acción los proyectos constitucionales de 1824, en favor del sistema público de educación, define su actividad política como el gran promotor de la instrucción popular del México Independiente, así, el Estado y no el clero sería el responsable de las nuevas decisiones en materia educativa. La enseñanza superior se distribuiría en seis establecimientos descentralizados del ámbito Universitario: 1) el de estudios preparatorios; 2) el de estudios ideológicos y humanidades; 3) el de ciencias físicas y matemáticas; 4) el de ciencias médicas; 5) el de jurisprudencia; 6) el de ciencias eclesiásticas. Se organizaron, además, la Biblioteca Nacional y otras instituciones educativas; también para estas fechas la política educativa denotaba cierta flexibilidad para que cada Estado de la república ajustase los criterios legislativos locales y sus recursos disponibles a la educación pública respectiva, esta medida traería como consecuencia una enfática diferencia entre los servicios educativos más favorecidos por el desarrollo.
Como un elemento de transición entre el agonizante pasado colonial y la recién lograda Independencia, encontramos en primera fila a José Joaquín Fernández de Lizardi, activo intelectual que se dedicó al periodismo, la administración pública y la novela bajo el mismo común denominador: la crítica del antiguo régimen, sus instituciones y las formas de educación y socialización que permitían destacar no a los más capaces, sino a los más cínicos, relegando a los profesores, a la última clase de la sociedad. Su obra más importante fue El Periquillo Sarniento.
Durante gran parte de este siglo, la lucha entre liberales y conservadores afectó todos los ámbitos del país, incluida la educación. Ambos grupos hicieron propuestas educativas; sin embargo, la que al final pudo llevarse a cabo fue la liberal.

### Escuela Nacional Preparatoria
La Escuela Nacional Preparatoria fue fundada por Gabino Barreda por órdenes de Benito Juárez con el lema "Amor Orden y Progreso". Tras la reforma educativa de 1867, Juárez veía en la educación el instrumento para terminar con la era del desorden y anarquía que entonces imperaba en México Inició sus labores el 1 de febrero en el edificio del Antiguo Colegio de San Ildefonso. Su currícula se caracterizó desde un principio tanto por el enciclopedismo, como por su estricto apego al método científico, y como un medio para superar disputas estériles y conflictos de carácter religioso que había provocado diversos conflictos durante gran parte del siglo XIX.
Los fundadores consideraban que era necesario enseñar los métodos de experimentación y deducción a los mexicanos para que dejaran de explicarse mágicamente el universo y la vida para usar la inteligencia para descubrir, mediante el método científico, las leyes generales del mundo y es por ello que los programas de estudio se hicieron en base al positivismo de Augusto Comte, quien aportó su ley de los tres estados y su clasificación de las ciencias al jerarquizar a estas en un orden lógico que va de las más abstractas as y complejas, empezando por las matemáticas y terminando en la sociología.

## SigloXX

### Universidad Nacional de México
El 20 de septiembre de 1910, el presidente Porfirio Díaz inauguró la Universidad Nacional de México, materializando la propuesta que Justo Sierra había realizado desde 1881. El propósito de esta institución era el de preparar un porvenir para el pueblo mexicano con un principio educador y científico.
Tras la huelga de la Universidad, el 28 de mayo de 1929 el presidente Emilio Portes Gil otorgó la autonomía a la universidad, donde se acordó que esta podía decidir libremente sus programas de estudio y sus métodos de enseñanza y que los fondos serían administrados por la misma, siendo los recursos proporcionados por el gobierno federal, con lo que el presidente de la República tenía derecho a vetar las resoluciones del Consejo en algunos campos. Además, autorizó la construcción de Ciudad Universitaria. El primer rector fue Joaquín Eguía Lis.
Queda en disputa si la UNAM o la Universidad Pontificia de México es la heredera de la Real y Pontificia Universidad de México.

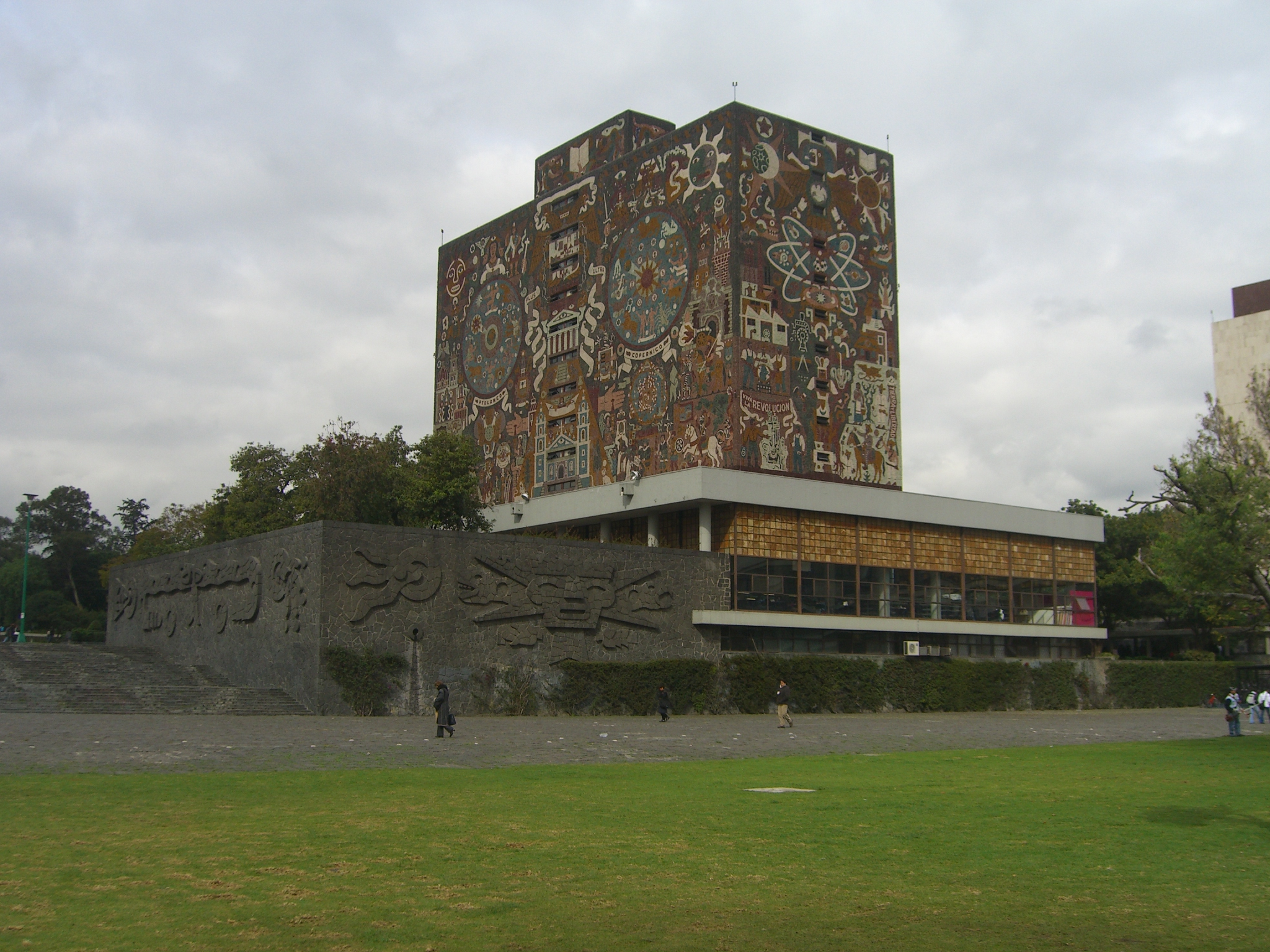
La Biblioteca Central (CU) de la UNAM

### Proyecto postcardenista
Al subir al poder Manuel Ávila Camacho inicia una nueva etapa en la vida nacional de México. Ya con las reformas cardenistas en decadencia, el nuevo modelo de unidad nacional cobra más fuerza con la reconciliación de las clases sociales. En materia educativa se inicia con un nuevo principio denominado la escuela del amor, que deroga la educación socialista, enfatizando la unidad, la familia, los valores y la moral.
En esta misma época y como consecuencia de esta labor se funda la Escuela Normal Superior de México en 1936, que añadiría un esfuerzo en la profesionalización de los profesores de educación secundaria que se encontraban sin un grado académico lo que demeritaba sus condiciones laborales. Para ello, con un esfuerzo aún más importante se institucionalizó el magisterio, otorgando al profesor el estatus de trabajador del Estado, que, a su vez, conllevó a la fundación de la organización que se encargaría de velar por los intereses de los profesores, el Sindicato Nacional de Trabajadores de la Educación, que en sus inicios se aglutinó de organizaciones sindicales lo que desencadenó en disputas, conflictos y arduas negociaciones para la consolidación de este premio.
Teniendo como antecedente la fundación de organismos magisteriales el gobierno de Miguel Alemán dio pauta a la promulgación de la ley orgánica de educación en 1942, que tenía como objetivo primordial la unificación de los contenidos curriculares de la educación primaria que se iniciaría con el proyecto de escuela unificada, dando paulatinamente orden al sistema educativo que carecía de uniformidad institucional. En los años posteriores el sindicalismo entró en conflicto con el estado, trayendo graves implicaciones políticas y sociales.
Para 1958 el presidente Adolfo López Mateos inició una campaña para abatir el rezago educativo que se gestó en la década pasada y responder a las demandas sociales en cuanto a enseñanza primaria. Se instituyó el Plan de Once años de la mano de Jaime Torres Bodet, que tenía como ejes principales la expansión de la educación primaria, la profesionalización de los docentes y la creación de la Comisión Nacional de Libros de Texto Gratuitos como primera etapa para acelerar el crecimiento del sistema educativo.
Aunque el Plan logró su objetivo, se vio bajo la dura crítica de los sectores políticos y puso en entre dicho la calidad educativa; por una parte se consideraba que el Plan era la consolidación de un monopolio educativo que le restaba libertad a la educación y por otro lado evidenciaba las deficiencias del currículo que se tradujeron en un enfrentamiento ideológico.
Ya durante el sexenio de Luis Echeverría, se inició una reforma educativa de trasfondo que tenía como objetivo la reformulación de los métodos, planes de estudio y libros de texto, cuyo objetivo era impulsar la visión científica, histórica y de convivencia social.
También se destaca la fundación de la Secretaría de Educación Pública en el año 1921, que sustituiría a la Secretaría de Instrucción Pública y Bellas Artes.

### Feminización de la Educación Superior en México 1970-2006
Desde el establecimiento de la moderna y contemporánea Universidad Mexicana en 1940,  la matrícula comenzó a aumentar de manera exponencial, sin embargo, este crecimiento fue desigual no sólo en cuanto a la distribución por origen de clase social, sino también, por género. 
Hasta antes de 1970, la presencia de las mujeres era proporcionalmente menor a la de los hombres en este espacios, debido a los roles de género establecen como funciones primordiales o únicas de las mujeres el ser madre, esposa y/o ama de casa (identificándolas con lo emocional y lo afectivo), ha limitado su posibilidad de acceder a la educación superior, un medio donde los hombres eran los principales actores, ya que en este contexto el rol masculino imputa a ellos el papel de proveedores económicos, vinculando la educación superior con el desarrollo económico, entonces resultaba culturalmente innecesario que las mujeres acudieran en la educación superior.
Las revoluciones culturales alrededor de la década de los años 60 posibilitaron la decisión de postergar la maternidad por medio del uso métodos anticonceptivos, esto aunando a la ausencia de los hombres (debido a su participación activa en conflictos bélicos de esos años), dejan paso libre a las mujeres para poder incursionar en otras actividades, entre ellas las académicas.
Así, se puede decir de que antes de 1970, la universidad era un espacio masculinizado donde la mujer tenía menor participación. 
A principios de los años 70 se da un fenómeno denominado masificación de la matrícula “que es una expansión caracterizada centralmente por la incorporación de clases y segmentos sociales que por primera vez tienen opción de entrar a la universidad, posibilitada por la continuada expansión de la educación básica y media” uno de los sectores beneficiados por la masificación de la matrícula en Instituciones de Educación Superior, fueron las mujeres, fenómeno denominado feminización de la matrícula, que se caracteriza por la inserción de las mujeres en espacios de la educación superior en los que antes no incursionaban.
Para 1970, la matrícula nacional en este nivel era de 208 944 estudiantes, de los cuales 176 491 (84.5 %) eran hombres y 32 453 (15.5 %) mujeres.
El ingreso de la mujer a la universidad es un gran paso, sin embargo, hay una característica muy particular en su inserción: su participación se da solo en unas cuantas áreas de conocimiento como son Ciencias Sociales y Administrativas 57.02 % y Ciencias de 60.64 %, en cambio, en Ingeniería y Tecnología su participación fue solo del 29.8 %.
La incursión de la mujer se dio especialmente en aquellas áreas de conocimiento que tradicionalmente son consideradas para el género femenino, (pedagogía, arte, danza, medicina, psicología) es decir, que tienen una concepción tradicional sobre la forma de socialización de las mujeres. Además, estas carreras podían prepararlas de algún modo para los trabajos a los cuales podía acceder, situación que genera desventaja de las mujeres con respecto a los hombres, pues ellos eran quienes ocupaban los trabajos más importantes y mejor remunerados. Si bien, en este periodo hay un aumento considerable de la matrícula femenina, no obstante, esto no constituye un elemento propio de una transición real a la igualdad de género.
Olga Bustos menciona que hay al menos tres aspectos fundamentales que han frenado a la mujer respecto a su participación en el sistema educativo superior:
1. La actitud de la sociedad hacia la mujer, ya que no es estimulada su participación en la toma de decisiones
2. Los bajos porcentajes de la matrícula femenina en ciertas áreas.
3. La ausencia de equidad entre hombres y mujeres.

En este planteamiento, el papel que culturalmente se le ha asignado a la mujer tiene un gran peso dentro del contexto de la educación ya que se ve influida por ciertas tradiciones sociales que ponen obstáculos al desarrollo profesional de las mujeres.